# François Salvagni
François Salvagni (Bologna, 11 novembre 1971) è un allenatore di pallavolo italiano, tecnico del Cuneo Granda.

## Palmarès

### Club
- Campionato francese: 1

2020-21
- Coppa di Francia: 2

2020-21, 2024-25
- Supercoppa francese: 2

2021, 2022
- Coppa CEV: 1

2010-11
- Challenge Cup: 1

2015-16

### Premi individuali
- 2010 - Serie A1: Premio Luigi Razzoli - Miglior allenatore